# The Destructors
The Destructors – opowiadanie autorstwa Grahama Greene’a.

## Streszczenie
Historia ma miejsce w połowie lat 50. XX wieku.
Członek gangu o nazwie Wormsley Common, Trevor (T.), główny bohater, wymyśla plan zniszczenia 200-letniego domu, który przetrwał bombardowanie Wielkiej Brytanii. Powód jaki podaje jest to, że „dom jest piękny”.
Gang, dowodzony przez lidera „Blackie”, akceptuje plan. Wandalizm ma odbyć się podczas nieobecności właściciela, pana Thomasa (nazywanego Old Misery – stara nędza/nieszczęście), który wyjechał na długi weekend. Gang planuje zniszczenie domu od środka (jak robak jabłko, mówi T.). Członkowie gangu metodycznie i skrupulatnie rozbierają dom. T. chce doprowadzić wnętrze do takiego stanu, by nikt nie mógł już go odbudować. Dalsza część planu to zburzenie fasady i samych ścian. Pan Thomas kończy swój wyjazd nieco wcześniej, jednak T. chce dokończyć to, co zaplanował. Zamknięcie pana Thomasa w toalecie stojącej na podwórzu pozwala członkom gangu dokończyć dzieło zniszczenia.

## Problematyka
Opowiadanie odkrywa temat destruktywnego impulsu tkwiącego w człowieku. Dom ten jest bezcenną i historyczną budowlą Sir Christophera Wrena, architekta Katedry św. Pawła. Jednak chłopcy pod kierownictwem T. nie tylko dokonują zwykłego wandalizmu: oni ciężko pracują, by kompletnie zburzyć dom, i robią to w systematyczny sposób.
Jest kilka sposobów interpretacji tej historii:
- przestępczość nieletnich;
- ścierania się pokoleń: chłopcy niszcząc dom starego pokolenia chcą usunąć wszystko co wprowadziło pokolenie starej nędzy („Old Misery”);
- w Literature: Structure, Sound, and Sense (1988) można przeczytać, że tematem historii są „zaburzenia w świadomości młodych spowodowane przez druzgocącą wojnę lub nieświadomy bunt przeciw wszelkim wartościom grup rządzących – bunt w którym instynkty twórcze przeciwstawione są destrukcyjnym przedsięwzięciom”.